# Entença (métro de Barcelone)
Entença est une station de la ligne 5 du métro de Barcelone, en Espagne.

## Situation sur le réseau
La station est située sous la Carrer del Rosselló, sur le territoire de la commune de Barcelone, dans le district de l'Eixample.

## Histoire
La station est ouverte au public en 1969, lors de l'ouverture de la ligne V entre Diagonal et San Ramón, et sous le nom de Entenza. En 1982, les chiffres arabes remplacent les chiffres romains dans la numérotation des lignes et la station prend son nom actuel.